# Callohesma picta
Callohesma picta là một loài Hymenoptera trong họ Colletidae. Loài này được Smith mô tả khoa học năm 1854.